# HIP 38594 b
HIP 38594 bとは、地球から約17.798光年離れた位置に存在する恒星 HIP 38594 の周囲を公転している太陽系外惑星である。

## 概要
HIP 38594 bはドップラー分光法を用いた観測により発見され、その発見は2020年8月に他の10個の惑星とともに公表された。HIP 38594 bは地球の約8.2倍の質量をもつスーパー・アース（地球型惑星）であると考えられているが、地球の8倍程度の質量ではスーパー・アースとミニ・ネプチューンが混在している領域であり、海王星型惑星である可能性もある。なお、ドップラー分光法による観測で得られる質量は下限質量であり、これより質量が大きい可能性もある。公転周期は60.7日である。
主星であるHIP 38594の質量は太陽の0.61倍の大型の赤色矮星である。

## 居住可能性
HIP 38594 bはハビタブルゾーンに位置していることが判明している。しかし、前述のように地球型惑星ではなく海王星型惑星である可能性もある。そのため、HIP 38594 bが地球型惑星である場合は生命が存在できる環境となっている可能性がある。